# Franz Ferdinand von Gallas
Franz Ferdinand Graf Gallas von Campo, duc de Lucera, alleu de Reichenberg et de Horschenowes (né en 1635, mort le 4 janvier 1697 à Prague) est un colonel de l'armée impériale autrichienne.

## Biographie
Ses parents sont le Generalfeldmarschall Matthias Gallas et son épouse Dorothea von Lodron.
Avec son frère Anton Pankraz, il se partage le 2 octobre 1661 les Herrschafts de Smirschitz et de Horschenowes. Franz choisit Smirschitz et Anton Horschenowes. En 1674, Anton vend le château de Frýdlant à son frère. Il meurt le 4 janvier 1697 à Prague et est ensuite enterré le premier dans le nouveau caveau familial construit à Haisdorf. En 1692, il fonde ici le monastère franciscain.

## Famille
Franz Ferdinand von Gallas s'est marié deux fois.
Katharina Barbara von Martinic, sa première épouse, est la fille du comte Maximilian Valentin von Martinic. Le couple a eu des enfants :
- Philipp Franz (1666–1731) ∞ Anna Caroline von Mansfeld-Vorderort (morte le 19 août 1712), fille de Philipp von Mansfeld (de)
- Johann Wenzel (1669-1719)
- Cajetana Therese (née en 1670) ∞ 1689 comte Wenzel Bernhard von Vrbna-Freudenthal Freiherr von Hultschin  (1658–1708)[1]

Après sa mort, il épouse la comtesse Johanna Emerientia Gaschin von Rosenberg (1646-1735). Ils ont aussi des enfants :
- Johanna Beatrice Eleonore (1680-1716) ∞ 1697 Leonhard von Colonna von Fels  1674-1752)[2]

## Source de la traduction
- (de) Cet article est partiellement ou en totalité issu de l’article de Wikipédia en allemand intitulé « Franz Ferdinand von Gallas » (voir la liste des auteurs).